# يوايتشي موري
يوايتشي موري (باليابانية: 森 陽一) (مواليد 1 أغسطس 1980)، هو لاعب كرة قدم ياباني سابق كان يلعب كمهاجم.

## وصلات خارجية
- يوايتشي موري على موقع رابطة كرة القدم اليابانية للمحترفين (اليابانية)
- يوايتشي موري على موقع عالم كرة القدم.نت (الإنجليزية)